# Köten
Köten (Kotian) Khagan est un empereur couman qui régna de 1223 à 1241. Il a réussi à forger des alliances militaires avec la Rus' de Kiev. Il a été à l'avant-plan de la défense des steppes russes lors du grand raid du commandant mongol Subötaï.
Comme plusieurs personnalités historiques des peuples nomades, les informations sur Köten sont fragmentaires et imprécises. Il serait issu de la maison princière des Duruts, possiblement issue de la maison princière de Terter-Oba.

## Biographie

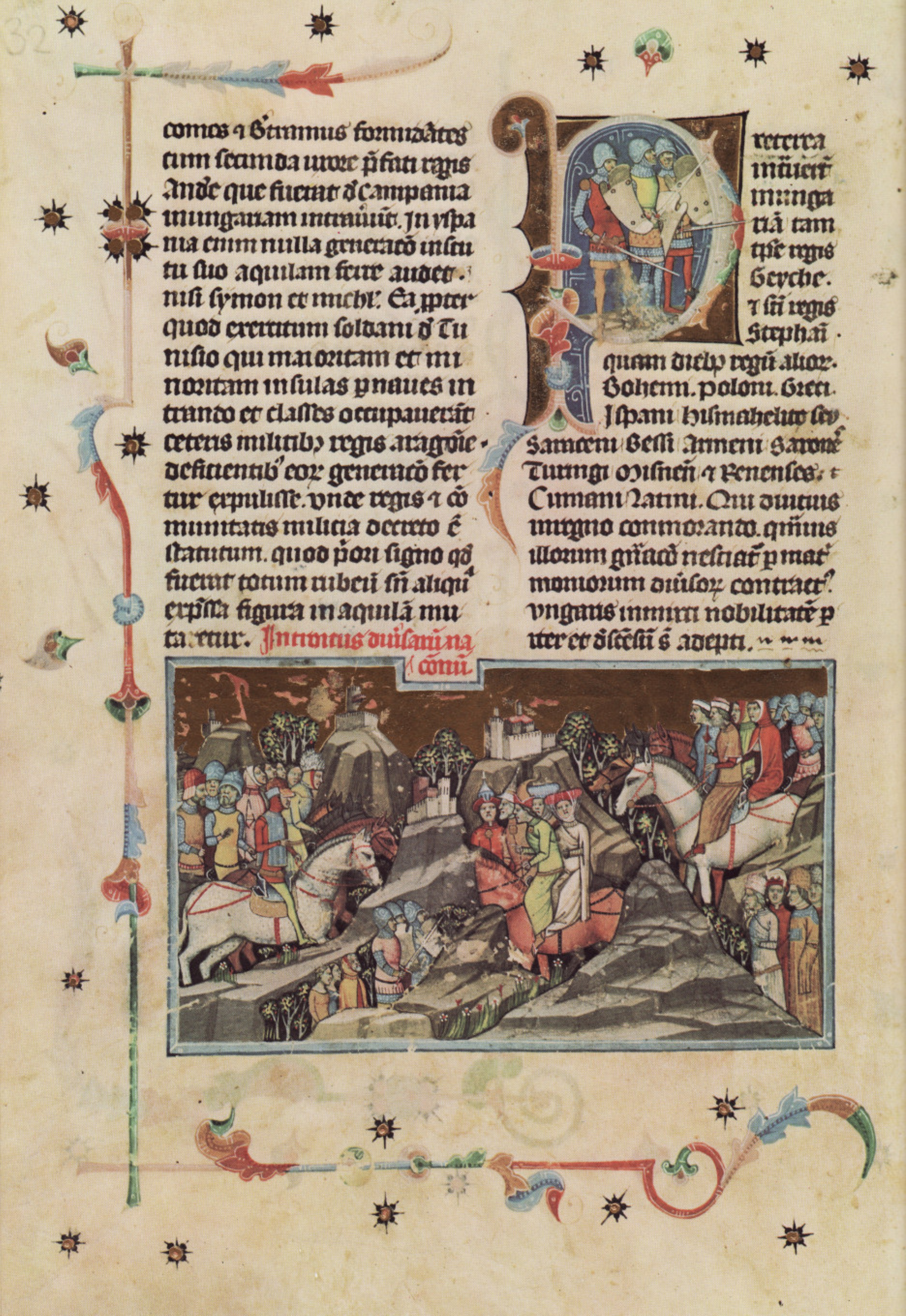
Coumans arrivant en Hongrie.

C'est le père de Köten, Kontchak, qui a uni les Coumans de l'Est et de l'Ouest.
En 1222, averti de l'arrivée de contingents mongols traversant le Caucase, Köten envoie un imposant contingent militaire pour affronter les forces de Subötaï. Sous le commandement de son frère Yuri, il réunit une coalition composée de Lezghiens, Tcherkesses, Bulgares, Khazars, et des Alains.
Les Mongols parviennent à repousser ces troupes et ravagent le territoire couman. Köten réussit à fuir le massacre et se réfugie dans la Rus' de Kiev. Il plaide une alliance contre les Mongols auprès de Mstislav Mstislavitch, auquel il avait marié sa fille quelques années plus tôt. « Aujourd'hui, les Tatars ont pris nos terres. Demain, ils prendront les vôtres », plaidera-t-il. Il réussit à former une coalition réunissant 80 000 hommes qui seront exterminés dans la célèbre bataille de la rivière Kalka en 1223.
Köten cherche protection pour lui et son peuple en Hongrie. Il accepte de devenir vassal de Béla IV et de se convertir au christianisme. Bela se propose même comme parrain de Köten lors de son baptême.
Cependant, l'arrivée massive des Coumans dans le royaume ne fait pas l'affaire de tous. Déjà aux prises avec des barons qui voient d'un mauvais œil les réformes qu'il tente d'appliquer, Bela doit défendre sa décision d'accueillir ces barbares puants qui détruisent les terres cultivées avec leurs chevaux. Il refuse la demande des barons d'expulser les Coumans, sachant qu'il aura besoin de cette cavalerie puissante et expérimentée lorsque les Mongols arriveront.
En effet, en 1238 et à l'aube de l'invasion de l'Europe, Batu Khan envoie une lettre à Bela IV lui ordonnant d'expulser les Coumans de son territoire. Selon lui, le contrôle de ce peuple nomade doit revenir aux Mongols, un peuple nomade. Cette fois-ci non plus, Bela ne cède pas.
En 1241, Subötaï pénètre en Hongrie par le col de Verecke. Köten mobilise ses troupes pour aider son hôte. On estime que 10 % des Coumans en exil se joignent à Bela, soit 4 000 des40000 membres de son peuple.
Alors que les Mongols avancent dans leur conquête de la Hongrie, les barons de Bela en veulent toujours à Köten et son peuple. Après que le roi a à nouveau refusé leur expulsion, un certain nombre de barons pénètre en pleine nuit dans les quartiers de Köten à Buda pour le capturer. Pris au piège, Köten tue sa femme et se suicide.
Les barons coupent les têtes de Köten, de sa femme et d'un certain nombre de princes coumans et les jettent à la rue. Furieux, les Coumans se révoltent et pillent plusieurs villes et villages avant de fuir en Bulgarie.

## Généalogie
- Sharukan
  - Otrok
    - Kontchak Khan
      - Yuri
      - Köten
        - Maria, conjointe de Mstislav Mstislavitch
          - Anna, conjointe de Daniel de Galicie

        - Daniil
        - Élisabeth, conjointe d'Étienne V de Hongrie
          - Ladislas IV de Hongrie

## Dans la culture

### Jeu vidéo
- Köten, sous l'orthographe « Kotyan », est le protagoniste de la campagne coumane dans  Age of Empires II: DE.